# MLS Cup 2008

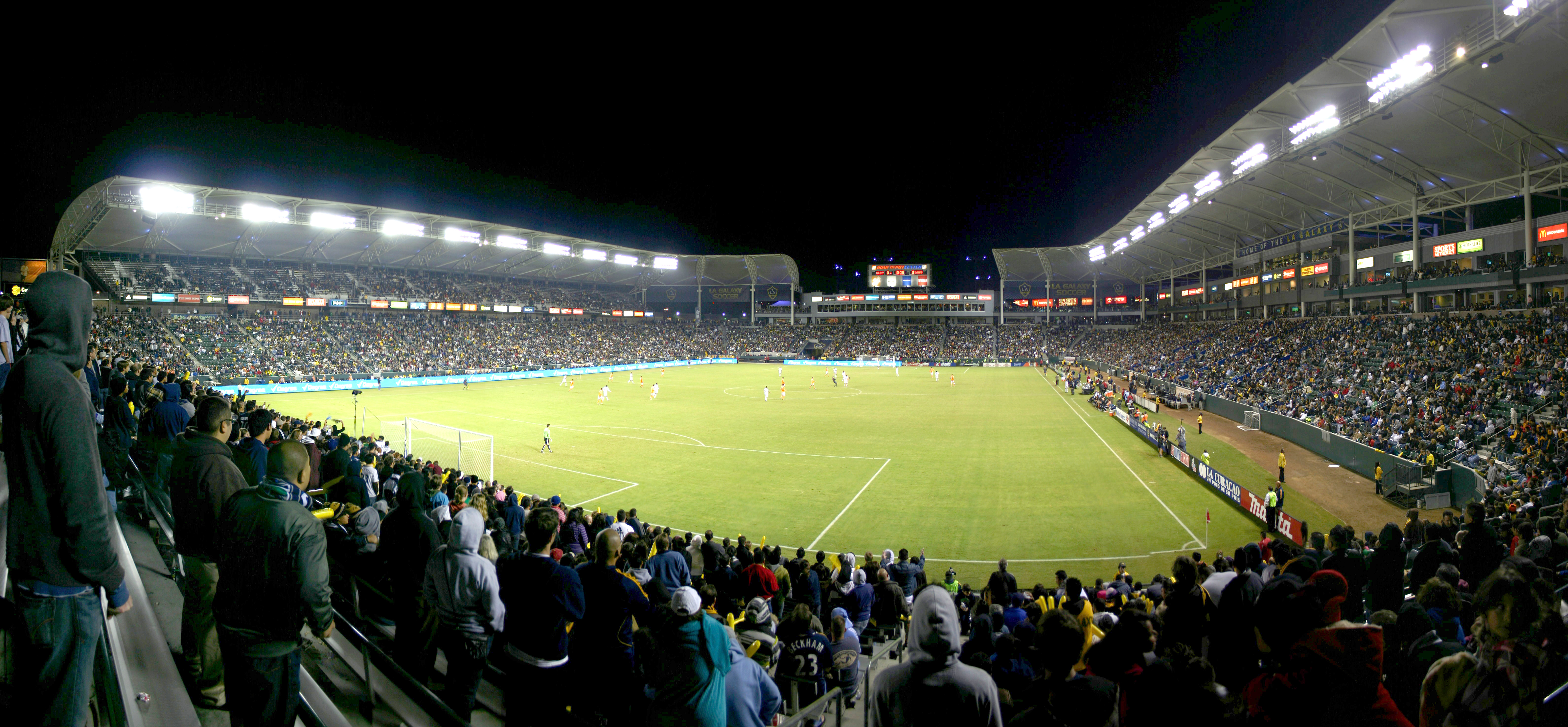
The Home Depot Center, sede de la final.

La MLS Cup 2008 fue la decimotercera final de la MLS Cup de la Major League Soccer de los Estados Unidos. Se jugó el 23 de noviembre en el The Home Depot Center en Carson, California.
Columbus Crew ganó su primera MLS Cup tras vencer por 3-1 a los New York Red Bulls y el jugador más valioso de la final fue Guillermo Barros Schelotto.
Tras el resultado del partido, Columbus Crew y los New York Red Bulls, clasificaron directamente en la fase de grupos de la Concacaf Liga Campeones 2009-10.

## Llave
| Columbus Crew 3 | New York Red Bulls 1 |

## El Partido
| 1  | POR | William Hesmer             |     |
| 2  | DEF | Frankie Hejduk             |     |
| 14 | DEF | Chad Marshall              |     |
| 5  | DEF | Danny O'Rourke             |     |
| 4  | DEF | Gino Padula                |     |
| 16 | MED | Brian Carroll              |     |
| 3  | MED | Brad Evans                 |     |
| 12 | MED | Eddie Gaven                | 93' |
| 19 | MED | Robbie Rogers              |     |
| 7  | DEL | Guillermo Barros Schelotto | 91' |
| 10 | DEL | Alejandro Moreno           |     |
| DT | DT  | Sigi Schmid                |     |

| 1  | POR | Danny Cepero        |     |
| 2  | DEF | Kevin Goldthwaite   |     |
| 29 | DEF | Diego Jiménez       |     |
| 33 | DEF | Chris Leitch        |     |
| 4  | DEF | Carlos Mendes       |     |
| 19 | MED | Dane Richards       |     |
| 32 | MED | Luke Sassano        | 78' |
| 8  | MED | Siniša Ubiparipović |     |
| 11 | DEL | Dave van den Bergh  |     |
| 9  | DEL | Juan Pablo Ángel    |     |
| 15 | DEL | John Wolyniec       | 82' |
| DT | DT  | Juan Carlos Osorio  |     |

| 32 | DEL | Steven Lenhart | 93' |
| 6  | DEF | Andy Iro       | 91' |

| 10 | DEL | Macoumba Kandji     | 82' |
| 13 | MED | Jorge Alberto Rojas | 78' |

| Anotado | 31' | Alejandro Moreno |  |
| Anotado | 53' | Chad Marshall    |  |
| Anotado | 82' | Frankie Hejduk   |  |

| Anotado | 51' | John Wolyniec |

| Amonestado | 68' | Gino Padula |

| Amonestado | 4' | Chris Leitch |

| Árbitro             | Baldomero Toledo   |
| Árbitros asistentes | Greg Barkey        |
| Árbitros asistentes | Kermit Quisenberry |
| Cuarto árbitro      | Mark Geiger        |

| 1  | POR | William Hesmer             |     |
| 2  | DEF | Frankie Hejduk             |     |
| 14 | DEF | Chad Marshall              |     |
| 5  | DEF | Danny O'Rourke             |     |
| 4  | DEF | Gino Padula                |     |
| 16 | MED | Brian Carroll              |     |
| 3  | MED | Brad Evans                 |     |
| 12 | MED | Eddie Gaven                | 93' |
| 19 | MED | Robbie Rogers              |     |
| 7  | DEL | Guillermo Barros Schelotto | 91' |
| 10 | DEL | Alejandro Moreno           |     |
| DT | DT  | Sigi Schmid                |     |

| 1  | POR | Danny Cepero        |     |
| 2  | DEF | Kevin Goldthwaite   |     |
| 29 | DEF | Diego Jiménez       |     |
| 33 | DEF | Chris Leitch        |     |
| 4  | DEF | Carlos Mendes       |     |
| 19 | MED | Dane Richards       |     |
| 32 | MED | Luke Sassano        | 78' |
| 8  | MED | Siniša Ubiparipović |     |
| 11 | DEL | Dave van den Bergh  |     |
| 9  | DEL | Juan Pablo Ángel    |     |
| 15 | DEL | John Wolyniec       | 82' |
| DT | DT  | Juan Carlos Osorio  |     |

| 32 | DEL | Steven Lenhart | 93' |
| 6  | DEF | Andy Iro       | 91' |

| 10 | DEL | Macoumba Kandji     | 82' |
| 13 | MED | Jorge Alberto Rojas | 78' |

| Anotado | 31' | Alejandro Moreno |  |
| Anotado | 53' | Chad Marshall    |  |
| Anotado | 82' | Frankie Hejduk   |  |

| Anotado | 51' | John Wolyniec |

| Amonestado | 68' | Gino Padula |

| Amonestado | 4' | Chris Leitch |

| Árbitro             | Baldomero Toledo   |
| Árbitros asistentes | Greg Barkey        |
| Árbitros asistentes | Kermit Quisenberry |
| Cuarto árbitro      | Mark Geiger        |

|                                  |
| Bandera de Ohio                  |
| Campeón Columbus Crew 1.° título |